# 童夢・S102
童夢・S102は、童夢がル・マン24時間レース参戦を目的に開発したクローズドボディのプロトタイプレーシングカーである。

## S102
2006年末、ル・マンの主催者フランス西部自動車クラブ (ACO) は2010年よりLMP1（ル・マンプロトタイプ1）は“屋根付き”だけにすることを発表。童夢はこれに合わせクローズドボディのプロトタイプレーシングカーを製作することを決定する。童夢にとっては7年ぶりの完全なニューマシンであった。
S101はプライベーターに販売するために開発され、そのため童夢はプライベーターをサポートする立場でレースに参加していた。しかしS102は販売目的でなく、童夢自らル・マンで戦うために開発された。そのため2008年ル・マン24時間は童夢自らのワークスチームとして参戦した。
童夢はS102をル・マン24時間の予選で上位グリッドの獲得することを目標とし、その方法として空気抵抗を極力減らすことを念頭に開発、製作された。また、フロントタイヤの性能を引き出すためエンジンをリヤ・バルクヘッドに食い込ませるなどして、アウディ・R10 TDIやプジョー・908 HDi FAPよりも前寄りの重量配分としている。マシンの軽量化のためにエンジンを支えるサブフレームやギヤボックスのアッパーケースのカーボン化も行い、車重を規定の800kgを下回る730kgに抑えることに成功し、任意の場所に70kgのバラストを積むことができた。
タイヤはミシュランを使用したが、重量配分がリヤ寄りのアウディ、プジョーに合わせてつくられていたためS102にフィットしなかった。このことは事前段階で分かっていたことだったため、S102はジャッド・GVではなくディーゼルもしくはそれと同等の「重い」パワープラントを搭載することを前提に設計され、2008年のル・マン24時間レースへの参戦はそのための単なる先行開発だったのではないかと疑義がもたれている。後に童夢社長（当時）の林みのるは、S102がトヨタ自動車のル・マン参戦プロジェクトに向けた先行開発車だったこと、また旧友の鮒子田寛を童夢に招聘（呼び戻し）したのも、先々鮒子田をトヨタのワークス・チームに送り込む狙いがあったことを明かしている。
ドライバーは当時のSUPER GTでトヨタ系チームに在籍していた3名が選ばれた。林みのるによると「3人とも自分から乗りたいといってきた」という。しかしこれも実際は、トヨタ側が「2009年以降を見据えて若手ドライバーに経験を積ませたい」として人選したもので、童夢の設計陣からは「せめて一人は予選アタッカーとして経験豊富なドライバーを選んでほしい」と言われていたものの、林が「経営者の判断としてトヨタの意向を優先した」のが実態だった。
レース結果は、オイルラインのトラブルやクラッシュ等が重なった結果、総合33位（完走扱いの車の中では最下位）に終わった。しかしディーゼルエンジンとは比較にならないくらいのローパワーのガソリンエンジンを積みながら、S102が2台の908 HDi FAPに続く3番目の最高速度を記録したこと、ディーゼルエンジンカーと並んで予選8位に食い込んだことなどを評価され、編集者の多くが元エンジニアという権威あるモータースポーツ技術専門誌『Racecar Engineering』より、"Technical Advancement Award"（直訳すると"技術先進賞"）を受賞している。
童夢はS102によるプロジェクトを当初「3年計画で進める」としていたが、リーマン・ショック以降の世界的な景気低迷の影響から、2009年については同年2月に早々と参戦を断念した。これも林によれば裏事情があり、ル・マン終了後に林が当時のトヨタ社長・渡辺捷昭と人づてに面会したことで、トヨタの現場スタッフが急に態度を硬化させ、結果的にプロジェクトが瓦解した。

## S102i
童夢はS102に2010年度からの新レギュレーションへの対応と改良、空力のモディファイを施したS102i (improvement) を発表した。2010年規定で定められたコックピット内の温度管理のためエアコンを装備。空力モディファイとしてハイドロリック・バンプ・ストッパー(HBS)(ピッチング対策)、リヤウイングのスワンネック化などが行われダウンフォースが増加した。しかし、海外チームなどからの問い合わせがあるも、契約トラブルが重なり実戦には至らず。2010年8月には林みのる代表が公式サイトのコラムで「ル・マンからの卒業」を宣言。S102はいったんお蔵入りしてしまったかに見えていた。

## S102.5

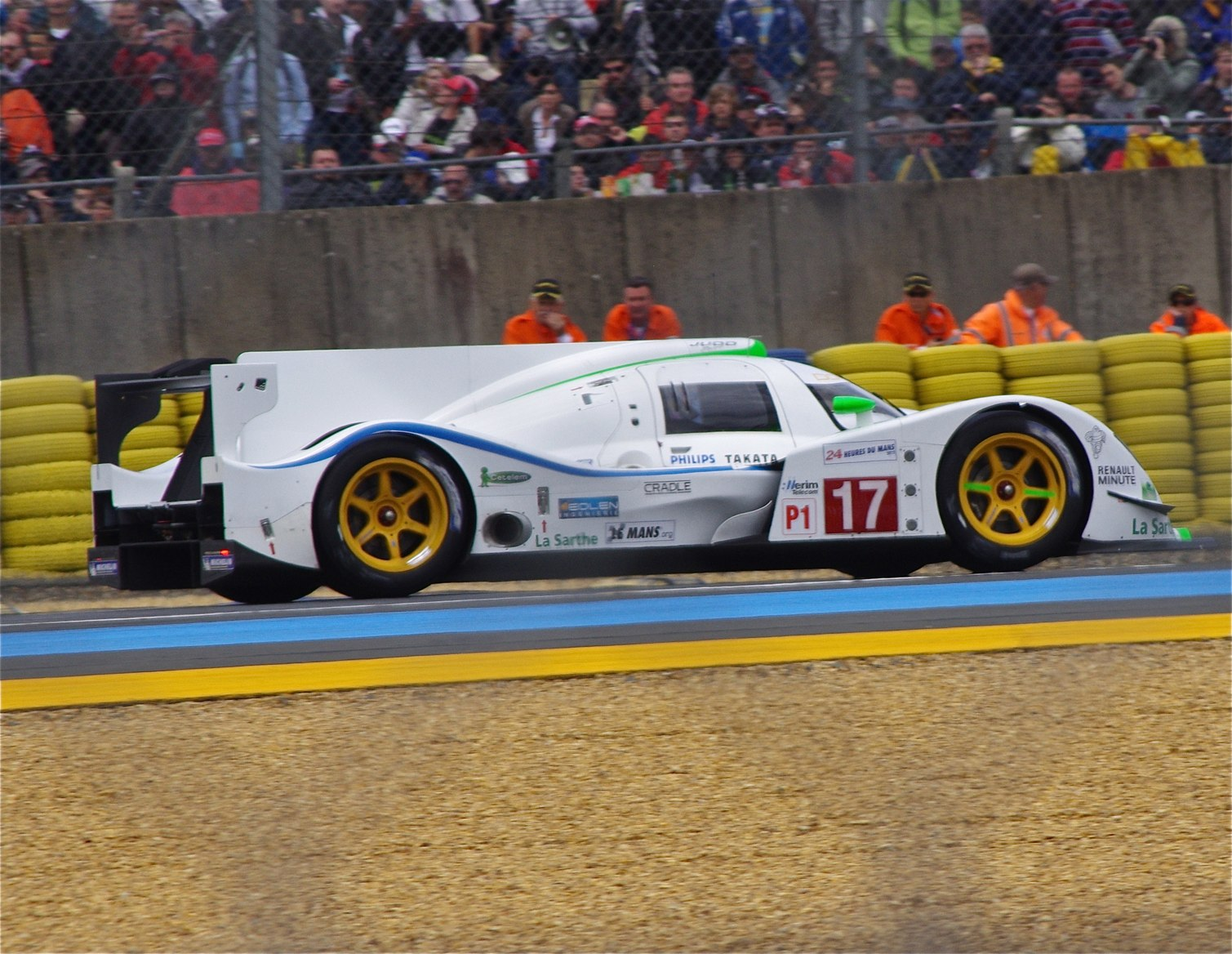
童夢・S102.5（2012年ル・マン24時間）

2012年、3年間の沈黙を破り、マシンをS102.5に改めてルマン参戦を表明した。今回はアンリ・ペスカロロ率いるフランスのペスカロロ・スポールと提携してオペレーションを委託した。
S102.5へのアップデート作業は、レギュレーション変更への対応が主となった。
- ジャッドV型8気筒エンジンの排気量縮小（5.5L→3.4L）。エンジン全長が100mm短くなり、それに伴う設計変更。
- ミシュランのフロントタイヤのサイズ拡大（+30mm）に対応し、フロントフェンダーのデザイン変更。
- スキッドブロック装着に伴うアンダーボディの改修。
- 横転防止用の垂直板（シャークフィン）の装備。
- リアウィング幅縮小（2,000mm→1,600mm）にあわせてスワンネック式懸架を採用。
- リアフェンダー上面に規定の開口部を設置。

他、ペスカロロ側の要望でダンパー、ECUの銘柄変更も行われた。HBSは装備されず、コックピット内の温度管理もダクトで行われるようになった。
S102.5はFIA 世界耐久選手権第2戦スパ・フランコルシャンでデビューし、4年ぶりとなるル・マンではトラブルで完走できなかった。
2013年は活動を行なわなかったが、2014年に向けて新たなLMP1/LMP2用マシン、S103を開発中であることを公表している。

## 戦績

### ル・マン24時間レース
| 年   | チーム               | 車両                            | クラス | No. | ドライバー                                     | 周回数 | 総合順位 | クラス順位 |
| ---- | -------------------- | ------------------------------- | ------ | --- | ---------------------------------------------- | ------ | -------- | ---------- |
| 2008 | 童夢レーシングチーム | S102-ジャッド GV5.5 S2 5.5L V10 | LMP1   | 11  | 片岡龍也 立川祐路 伊藤大輔                     | 272    | 33位     | 13位       |
| 2012 | ペスカロロ・チーム   | S102.5-ジャッド DB 3.4 L V8     | LMP1   | 17  | ニコラ・ミナシアン セバスチャン・ボーデ 荒聖治 | 203    | NC       | NC         |